# Ріба (іслам)
Ріба (ربا — приріст, збільшення, лихварство) — в шаріаті: незаконний приріст грошей або певних товарів, обумовлений при передачі грошей в борг або укладанні угоди. Рібою також називається така угода, при якій одна сторона набуває прибуток, не зазнавши при цьому ніяких труднощів. Такі угоди, а також дача грошей під відсотки заборонені шаріатом і є одним з найтяжчих гріхів.